# Emmanuel Emenike
Emmanuel Chinenye Emenike (ur. 10 maja 1987 w Otuocha) – były nigeryjski piłkarz występujący na pozycji napastnika. Były reprezentant Nigerii.

## Życiorys

### Kariera klubowa
Karierę piłkarską Emenike rozpoczynał w klubie Delta United z miasta Asaba. W 2007 roku zadebiutował w jego barwach w drugiej lidze nigeryjskiej i grał w nim do końca roku. W 2008 roku przeszedł do południowoafrykańskiego zespołu Mpumalanga Black Aces i grał w nim w drugiej lidze. Latem 2008 odszedł do innego klubu z tej ligi FC Cape Town, w którym grał przez sezon.
Latem 2009 roku Emenike trafił do tureckiego zespołu Karabükspor, grającego w drugiej lidze Turcji. W sezonie 2009/2010 strzelił 16 goli i przyczynił się do awansu drużyny do pierwszej ligi. W sezonie 2009/2010 został uznany Najlepszym Obcokrajowcem w 1. Lig. W ekstraklasie Turcji zadebiutował 5 sierpnia 2010 w wygranym 2:1 domowym meczu z Vestelem Manisaspor, w którym strzelił gola. 6 listopada 2011 w meczu z Bucasporem (3:0) ustrzelił hat-tricka.
25 maja 2011 roku Emenike przeszedł do Fenerbahçe SK. W sierpniu tego samego roku został sprzedany za 10 milionów euro do Spartaku Moskwa po tym, jak oskarżono go o ustawianie meczów.
W 2013 roku ponownie został sprowadzony do Fenerbahçe SK za sumę 13 mln euro.
Następnie występował w klubach: Al-Ain, West Ham United, Olympiakos SFP i UD Las Palmas.
16 września 2019 podpisał kontrakt z KVC Westerlo.
14 listopada 2019 zadecydował o zakończeniu kariery piłkarskiej.

### Kariera reprezentacyjna
W reprezentacji Nigerii Emenike zadebiutował 9 lutego 2011 roku w wygranym 2:1 towarzyskim spotkaniu ze Sierra Leone.
Wygrał wraz z reprezentacją Nigerii Puchar Narodów Afryki 2013 w RPA, zostając jednocześnie królem strzelców tych rozgrywek.

## Sukcesy

### Klubowe
Kardemir Karabükspor
- Zwycięzca TFF 1. Lig: 2009–10

Fenerbahçe SK
- Mistrz Turcji: 2013–14
- Zdobywca Superpucharu Turcji: 2014

Olympiakos SFP
- Uczestnik Ligi Mistrzów: 2018

### Reprezentacyjne
Nigeria
- Mistrz Afryki: 2013

### Indywidualne
- Najlepszy zawodnik zagraniczny TFF 1. Lig: 2009–10
- Najlepszy strzelec Pucharu Narodów Afryki: 2013